# منتزه أندوهايلا الوطني
يقع منتزه أندوهايلا الوطني في أنوسي في جنوب شرق مدغشقر. ويتميز المنتزه بتنوع الموائل التي تمثلها. يغطي المنتزه 760 كيلومترًا مربعًا (293 ميلًا مربعًا) من سلسلة جبال أنوسي، وهي تقع في أقصى جنوب مرتفعات ملغاشي وتحتوي على آخر الغابات المطيرة الرطبة في الجزء الجنوبي من مدغشقر.
أُدرج المنتزه في قائمة التراث العالمي في عام 2007 بوصفه جزء من الغابات المطيرة في أتسينانانا.